# جون توريك
جون توريك (بالإنجليزية: John Turek)‏ مواليد 19 فبراير 1983 في كونسيل بلوفس، هو لاعب كرة سلة أمريكي معتزل. بدأ مسيرته الاحترافية في سنة 2005. يبلغ طوله 6 قدم 9 بوصة (2.1 م). اعتزل اللعب في 2015.

## المسيرة الاحترافية
لعب مع تورو زغورجيلتس في موسم 2008–2009، ثم لعب مع فينيكس هاغن في الدوري الألماني في موسم 2009–2010، ثم لعب مع نيكار ريزن لودفيغسبورغ في موسم 2012–2013، ثم لعب مع ريمس شمبانيا في الدوري الفرنسي في موسم 2013–2014، ثم لعب مع روسا رادوم في موسم 2014–2015.

## روابط خارجية
- جون توريك على موقع الدوري الأوروبي لكرة السلة (الإنجليزية)
- جون توريك على موقع كرة السلة الأوروبية.كوم (الإنجليزية)
- جون توريك على موقع DraftExpress.com (الإنجليزية)
- جون توريك على موقع كلية كرة السلة في سبورتس رفرنس.كوم (الإنجليزية)
- جون توريك على موقع ريلجم (الإنجليزية)
- جون توريك على موقع بروبوليرز (الإنجليزية)
- جون توريك على موقع سبورتس رفرنس (الإنجليزية)